# Vailly-sur-Sauldre
Vailly-sur-Sauldre ist eine französische Gemeinde mit 649 Einwohnern (Stand 1. Januar 2022) im Département Cher in der Region Centre-Val de Loire. Sie gehört zum Arrondissement Bourges und gehört zum Kanton Sancerre.

## Geographie
Die Gemeinde wird vom Fluss Sauldre durchquert, auch sein Nebenfluss Salereine mündet hier.
Nachbargemeinden von Vailly-sur-Sauldre sind Pierrefitte-ès-Bois im Nordosten, Sury-ès-Bois im Osten, Thou im Süden, Villegenon im Südwesten, Dampierre-en-Crot im Westen sowie Barlieu im Nordwesten.

## Bevölkerungsentwicklung
| Jahr      | 1962 | 1968 | 1975 | 1982 | 1990 | 1999 | 2012 |
| Einwohner | 814  | 759  | 741  | 856  | 865  | 806  | 786  |

## Sehenswürdigkeiten
- Burgruine (13. bis 16. Jahrhundert)

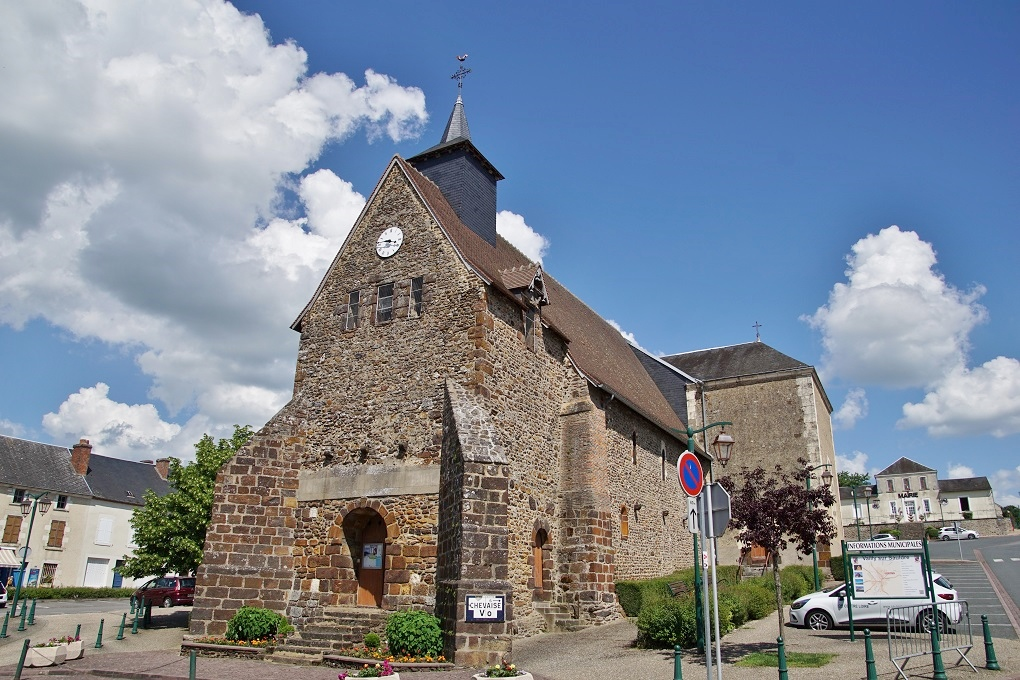
Kirche Saint-Martin

- Kirche Saint-Martin